# Vörösmarty tér
Vörösmarty tér – plac w centrum Budapesztu, w Peszcie, na terenie V dzielnicy (Belváros-Lipótváros). Jego patronem jest Mihály Vörösmarty. Przed I wojną światową nosił nazwę placu Gizeli, małżonki św. Stefana, pierwszego króla Węgier.

## Charakter
Plac o dużym udziale zieleni jest jednym z bardziej popularnych punktów odwiedzanych przez turystów, którzy masowo podążają deptakiem handlowym Váci utca. Znajdują się tu liczne kawiarnie, restauracje, sklepy i domy handlowe. W sezonie działają kramy rzemieślnicze, warsztaty portrecistów i inne usługi turystyczne. Odbywa się tu m.in. Festiwal Wina.

## Obiekty
W centrum placu stoi pomnik Mihálya Vörösmartyego, poety, pisarza i tłumacza, autora popularnej pieśni patriotycznej Szózat. Na cokole monumentu wyryty jest napis: Swojej ojczyzny niezłomnie, wierny Madziarze, strzeż. Zimą pomnik okrywa się foliowym zabezpieczeniem, aby nie popękał, gdyż wykonano go z dość wrażliwego na wahania temperatury marmuru carraryjskiego. W pierzei południowej działa cukiernia Gerbeaud założona w 1858 przez Henryka Kuglera (w 1884 odkupił ją szwajcarski cukiernik Emil Gerbeaud). Specjalnością zakładu są cukierki z koniakiem i cherry o nazwie konyakos meggy. Wystrój z belle époque uzupełnia portret Kuglera. Cukiernia ta była tradycyjnym miejscem spotkań budapesztańskiej klasy średniej. Inną znaczącą budowlą zlokalizowaną przy placu jest Pałac Bankowy (Pesti Magyar Kereskedelmi Bank) z lat 1913-1915 (projektantem był Ignác Alpár), mieszczący potem Budapesztańska Giełdę Papierów Wartościowych.
Pod placem znajduje się stacja początkowa linii metra 1, otwartej w 1896 (najstarszej kolei podziemnej w kontynentalnej części Europy).

## Galeria

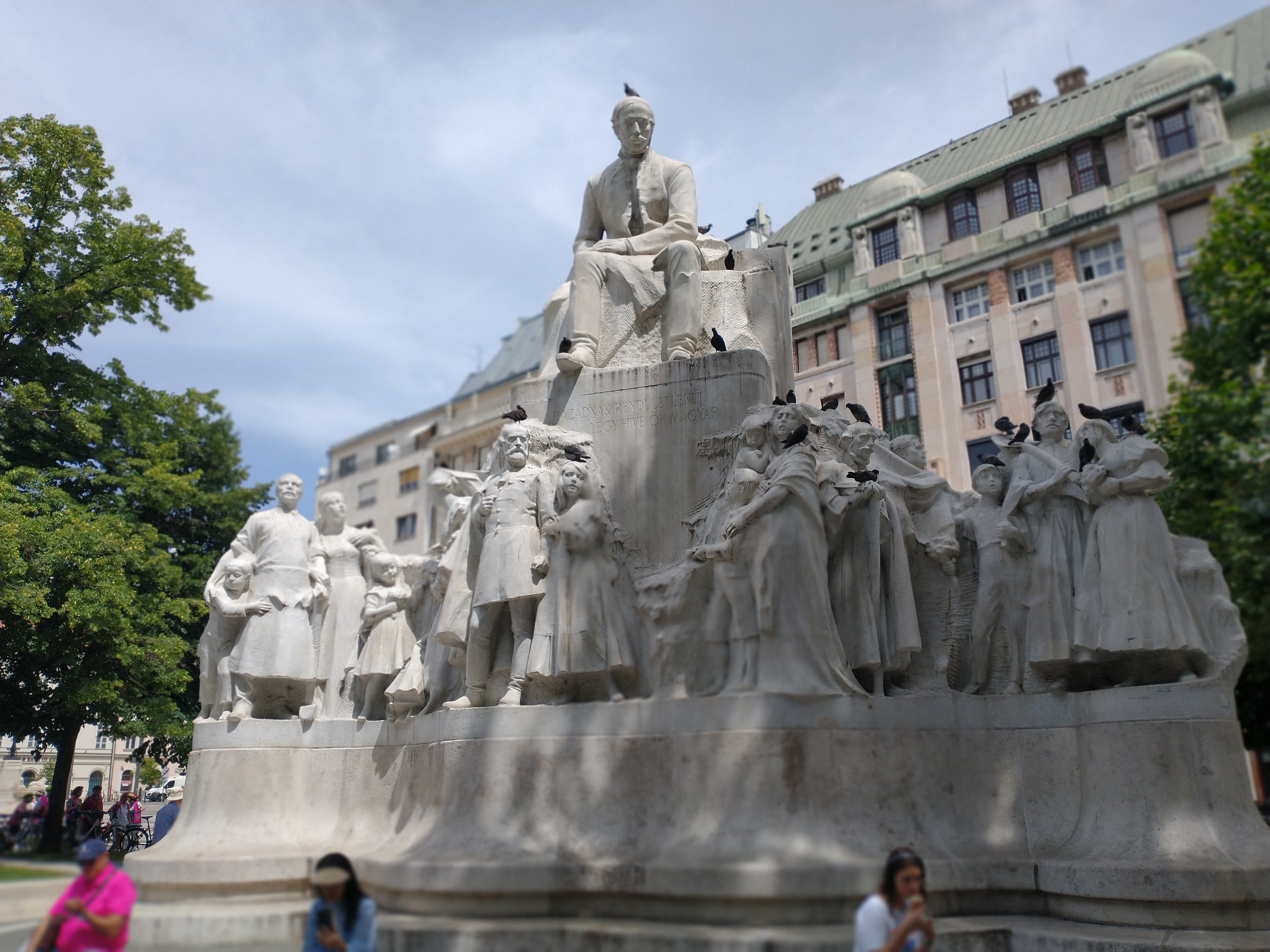
Pomnik Mihálya Vörösmartyego
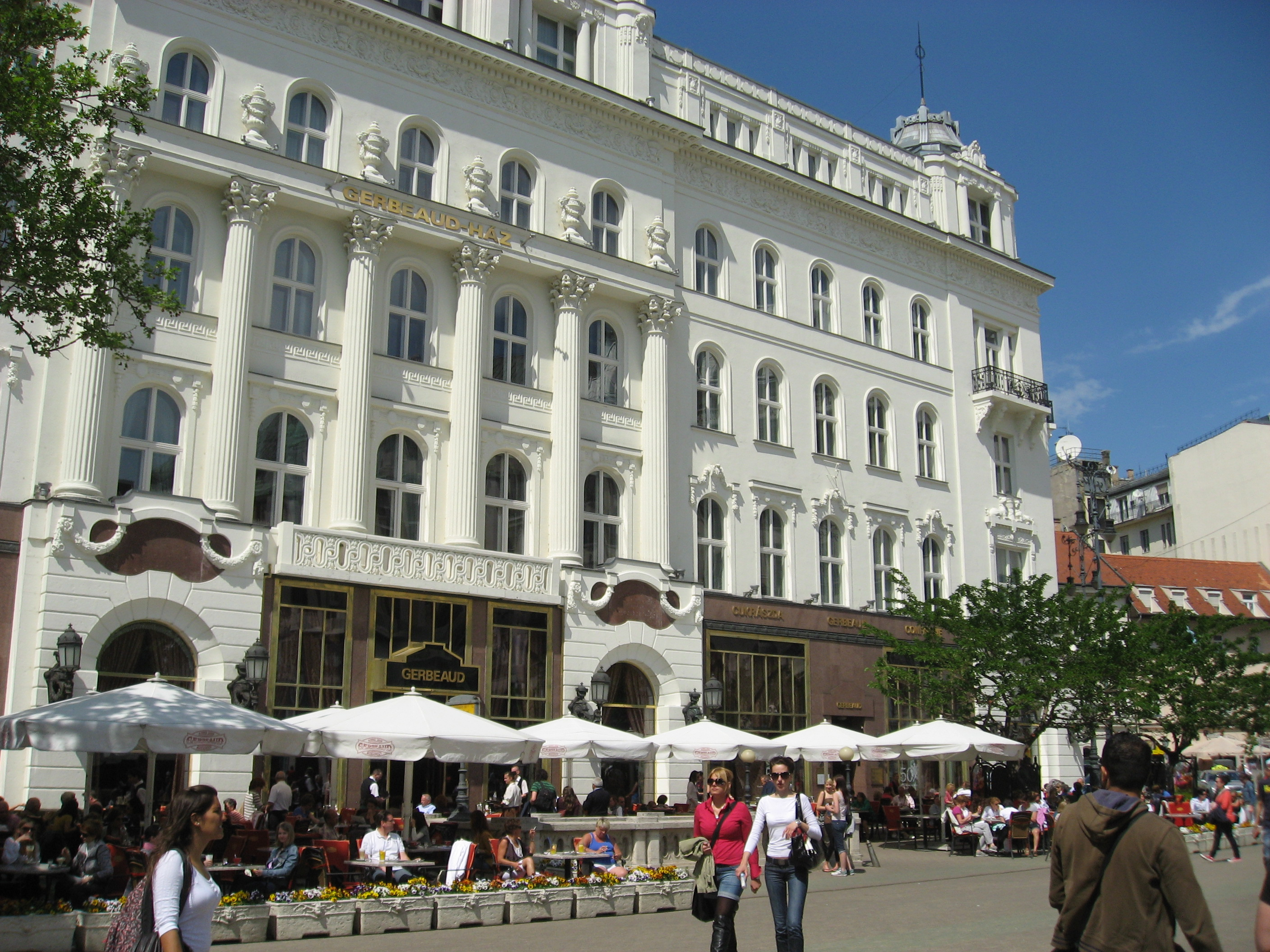
Café Gerbeaud